# IC 2554A
IC 2554A — галактика типу SBbc (компактна витягнута галактика) у сузір'ї Кіль.
Цей об'єкт міститься в оригінальній редакції індексного каталогу.